# Peremptor egmonti
Peremptor egmonti är en tvåvingeart som beskrevs av Frederick Wollaston Hutton 1901. Peremptor egmonti ingår i släktet Peremptor och familjen parasitflugor. Inga underarter finns listade i Catalogue of Life.